# 伦佐·波辛科维奇
伦佐·波辛科维奇（1964年1月4日—），克罗地亚男子水球运动员。他曾代表南斯拉夫国家队参加1988年夏季奥林匹克运动会水球比赛，获得一枚金牌。